# Jamal Hill
Jamal Hill (Rex, 4 aprile 2001) è un giocatore di football americano statunitense che milita nel ruolo di linebacker per gli Houston Texans della National Football League (NFL).

## Carriera universitaria
Hill giocò principalmente negli special team nella sua prima stagione a Oregon nel 2019, mettendo a segno 6 tackle. L’anno successivo partì come titolare in tutte le 6 partite, facendo registrare 20 placcaggi, 4 passaggi deviate e 2 intercetti. Entrambi questi ultimi avvennero nella vittoria della finale della Pac-12 Conference contro USC, venendo premiato come miglior giocatore della conference in quella giornata. A fine anno fu scelto come menzione onorevole della Pac-12. Nel 2021 disputò 13 partite, di cui 7 come titolare, chiudendo con 38 tackle, 4 passaggi deviati e un fumble forzato. Nel 2022 disputò tutte le 13 partite, di cui 9 come titolare, con 50 tackle, 3 passaggi deviati e un fumble forzato.
Hill passò dal ruolo di safety a quello di inside linebacker nella stagione 2023, mettendo a segno un sack e un fumble forzato nella prima gara nel nuovo ruolo. Quell’anno dispute tutte le 14 partite, di cui 7 come titolare, con 31 tackle, di cui 5 con perdita di yard, 2 sack e 2 fumble forzati. Chiuse la carriera nel college football con 145 placcaggi, 15 passaggi deviate, 4 fumble forzati e 2 intercetti, partendo come titolare in 29 gare su 60.

## Carriera professionistica

### Houston Texans
Hill fu scelto nel corso del sesto giro (188º assoluto) del Draft NFL 2024 dagli Houston Texans. Debuttò come professionista il 6 ottobre 2024 subentrando nella gara contro i Buffalo Bills mettendo a segno un tackle.